# Paavo Nurmi
Paavo Johannes Nurmi (Turku, 13 juni 1897 – Helsinki, 2 oktober 1973) was een Fins hardloper. Hij was een van de grootste middellange en langeafstandslopers uit de geschiedenis en won tussen 1920 en 1928 in totaal negen olympische titels en liep talloze wereldrecords.

## Biografie

### Jeugdjaren
Paavo Nurmi werd op zondag 13 juni 1897 in Turku geboren. Hij was het oudste kind van Johan Frederik Nurmi en Matilda Wilhelmina Laine. Nurmi had vier jongere broers en zussen: Siiri (1898), Saara (1902), Martti (1905) en Lahja (1908). In 1903 verhuisde het gezin van het district Raunistula naar een appartement van 40 m² in het centrum van Turku. Hier woonde Paavo Nurmi tot 1932. De jonge Nurmi en zijn vrienden werden geïnspireerd door de Engelse langeafstandsloper Alfred Shrubb. Ze liepen regelmatig zes kilometer naar Ruissalo en terug om daar te gaan zwemmen, soms tot twee keer per dag. Op elfjarige leeftijd liep Nurmi 1500 meter in een tijd van 5.02. Zijn vader stierf in 1910 en zijn zus Lahja een jaar later. Het gezin kende financiële problemen en waren gedwongen om hun keuken te verhuren aan een ander gezin en in een kleine woonkamer te leven. Ondanks zijn talent om te studeren verliet hij school na het overlijden van zijn vader om als loopjongen in een bakkerij te werken en de kost te verdienen. Hij stopte met lopen, maar haalde voldoende beweging en oefening uit het duwen van karren op de steile hellingen van Turku. Later zou hij de versterking van zijn rug en beenspieren aan deze beklimmingen toeschrijven.
Het grote succes van Hannes Kolehmainen bij de Olympische Spelen in Stockholm was een inspiratie voor een hele generatie van jonge Finse atleten. Ook voor de jonge Nurmi, die op 31 mei 1914 op zestienjarige leeftijd zijn eerste officiële wedstrijd liep in Turku, een 3000 m voor junioren, die hij in 10.06,9 won.

### Eerste Olympische Spelen
Tijdens zijn eerste olympische optreden bij de Olympische Spelen van 1920 die in Antwerpen werden gehouden, legde Nurmi op de 5000 m beslag op de tweede plaats, achter de Fransman Joseph Guillemot. Deze veteraan, die nog maar net was hersteld van een in de oorlog opgelopen gasvergiftiging, demarreerde in de laatste ronde zo onweerstaanbaar, dat zelfs Nurmi er geen antwoord op had. Op de 10.000 m en in het veldlopen sloeg hij echter toe en werd hij gekroond tot olympisch kampioen. Verder maakte hij ook deel uit van het zegevierende Finse team bij het veldlopen voor landenteams. Zijn held Kolehmainen wist bij deze spelen de marathon te winnen.

### Twee wereldrecords binnen 50 minuten
Het olympische seizoen van 1924 verliep uitermate voorspoedig voor Nurmi. Tijdens een oefenwedstrijdje voorafgaande aan de Olympische Spelen in Parijs op het Elaintärhä sportpark te Helsinki - vlakbij waar in 1938 het Olympiastadion zou verrijzen - kwam hij tot grootse prestaties. Binnen 50 minuten liep Nurmi wereldrecords op zowel de 1500 als de 5000 m. Dit bleek een goede voorbereiding voor zijn olympische missie.
Bij de Spelen in de Franse hoofdstad waren de finales van de 1500 en 5000 m slechts 75 minuten na elkaar gepland. Nurmi won wederom, maar kon zijn tijden niet verder verbeteren. Daarnaast wist hij zijn titel in het veldlopen van vier jaar eerder te verdedigen. Deze wedstrijd werd onder zeer extreme omstandigheden afgewerkt. De temperatuur liep op tot zesendertig graden in de schaduw en een groot aantal deelnemers moest opgeven met uitdrogingsverschijnselen. Nurmi leek weinig last te hebben van de omstandigheden en kwam met ruim anderhalve minuut voorsprong het stadion binnen. Nadat hij over de finishlijn was gekomen, ging hij rustig strekoefeningen doen op het middenterrein, terwijl zijn tegenstanders een voor een het stadion binnenstrompelden. Zijn landgenoot Ville Ritola werd uiteindelijk tweede. Het was daarom niet verwonderlijk, dat het Finse landenteam het goud wist te winnen tijdens de landenwedstrijd in het veld.

### Opnieuw goud in Amsterdam
De Spelen van 1928 in Amsterdam zouden de laatste zijn waaraan Nurmi deelnam. Ditmaal won hij goud op de 10.000 m (met een wereldrecord) en zilver op de 5000 m (achter Ville Ritola, zie foto) en de 3000 m steeple. Na de zware veldloopwedstrijd van vier jaar eerder, waarbij een groot aantal deelnemers moest opgeven, stond dit onderdeel niet langer op het programma. Hierdoor kon Nurmi zijn titel niet verdedigen.
Nurmi ging in principe gewoon door met sporten en was bezig zich voor te bereiden op de Olympische Spelen van 1932, die in Los Angeles gehouden zouden worden. Hij had zich in de herfst van zijn loopbaan toegelegd op de marathon en wilde nu het allerhoogste op de langste afstand bereiken. Hij werd echter de dupe van de jacht die de Zweedse IAAF-president Edström op hem maakte. Deze vond dat Nurmi bij een wedstrijd in Duitsland te veel kosten had gedeclareerd. De razendpopulaire Fin werd voor dat vermeende vergrijp onverbiddelijk tot professional verklaard en mocht dus niet meedoen met de Olympische Spelen.
Edströms besluit resulteerde in gespannen verhoudingen tussen Zweden en Finland. Er gingen in Finland zelfs stemmen op om het buurland met een economische boycot te treffen. Zover kwam het uiteraard niet. Wel werd in Nurmi's geboorteplaats de bestelling van twee trams bij het Zweedse bedrijf Asela geannuleerd. Edström was de directeur-generaal van Asela.

### Een van de succesvolste olympiërs

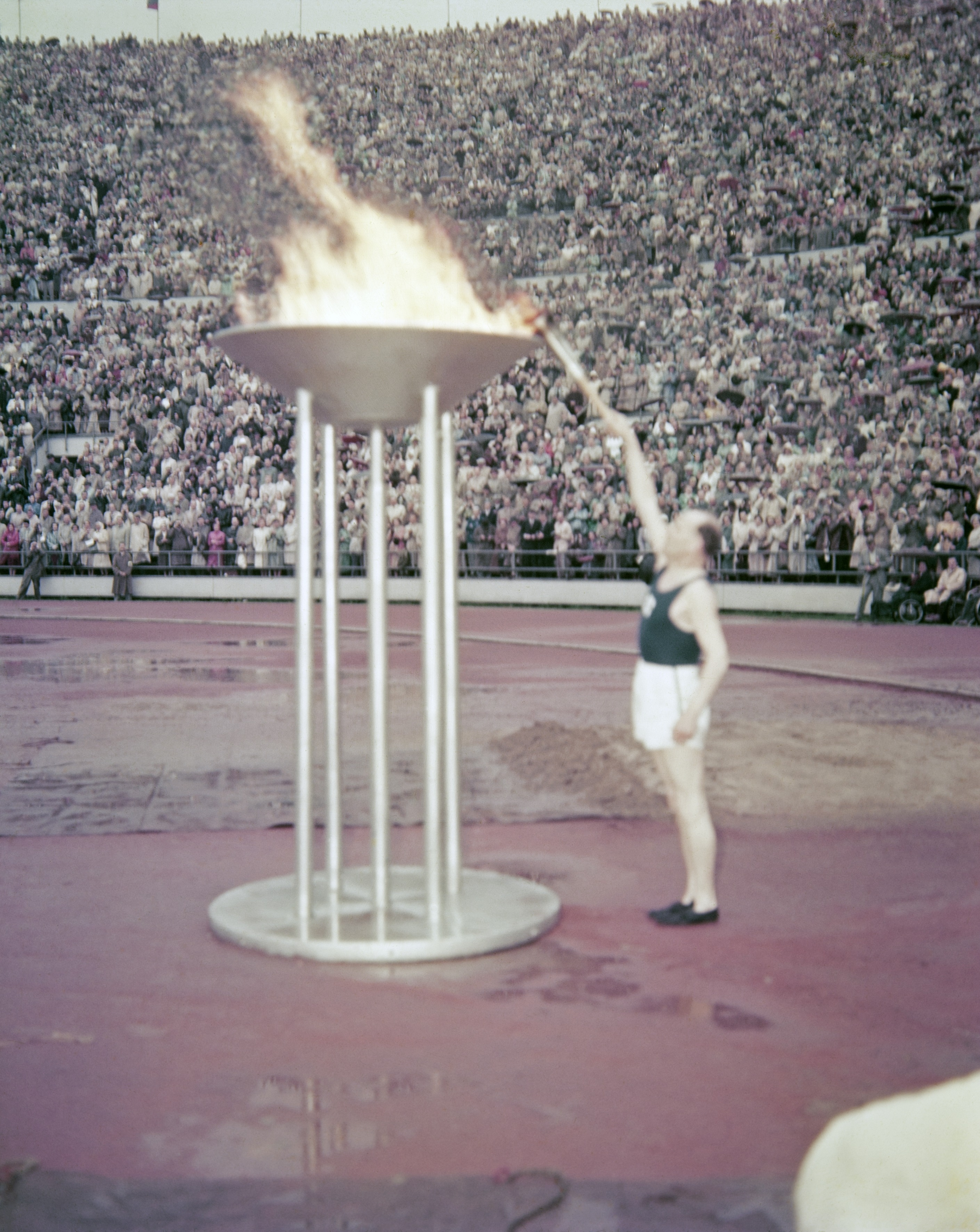
Paavo Nurmi ontsteekt het olympische vuur in Helsinki, OS 1952

Gedurende zijn carrière won Nurmi in het totaal negen gouden en drie zilveren olympische medailles, wat hem tot een van de succesvolste medaillewinnaars op de Zomerspelen (derde positie) maakt. Hij brak 22 keer een wereldrecord, wat op zichzelf ook weer een record was. Pas aan het einde van de twintigste eeuw wist polsstokhoogspringer Sergej Boebka vaker een wereldrecord te breken.
Tijdens de openingsceremonie van de Spelen van 1952 in Helsinki stak hij samen met zijn held Kolehmainen het Olympische vuur aan.
In 2012 werd hij opgenomen in de IAAF Hall of Fame.

## Officiële wereldrecords (22)
| Onderdeel    | Prestatie | Datum             | Plaats    |
| ------------ | --------- | ----------------- | --------- |
| 1500 m       | 3.52,6    | 19 juni 1924      | Helsinki  |
| 1 Eng. mijl  | 4.10,4    | 22 augustus 1923  | Stockholm |
| 2000 m       | 5.26,3    | 4 september 1922  | Tampere   |
|              | 5.24,6    | 18 juni 1927      | Kuopio    |
| 3000 m       | 8.28,6    | 27 augustus 1922  | Turku     |
|              | 8.25,4    | 24 mei 1926       | Berlijn   |
|              | 8.20,4    | 13 juli 1926      | Stockholm |
| 2 Eng. mijl  | 8.59,6    | 24 juli 1931      | Helsinki  |
| 3 Eng. mijl  | 14.11,2   | 24 augustus 1923  | Stockholm |
| 5000 m       | 14.35,4   | 12 september 1922 | Stockholm |
|              | 14.28,2   | 19 juni 1922      | Helsinki  |
| 4 Eng. mijl  | 19.15,4   | 1 oktober 1924    | Viipuri   |
| 5 Eng. mijl  | 24.06,2   | 1 oktober 1924    | Viipuri   |
| 6 Eng. mijl  | 29.36,4   | 9 juni 1930       | Londen    |
| 10.000 m     | 30.40,2   | 22 juni 1921      | Stockholm |
|              | 30.06,2   | 31 augustus 1924  | Kuopio    |
| 15.000 m     | 46.49,6   | 7 oktober 1928    | Berlijn   |
| 10 Eng. mijl | 50.15,0   | 7 oktober 1928    | Berlijn   |
| 1 uur        | 19.210 m  | 7 oktober 1928    | Berlijn   |
| 20.000 m     | 1:04.38,4 | 13 september 1930 | Stockholm |

## Olympische medailles
| discipline     | 1920    | 1924    | 1928    |
| -------------- | ------- | ------- | ------- |
| 1500 m         |         | 3.53,6  |         |
| 5000 m         | 15.00,0 | 14.31,2 | 14.40,0 |
| 10.000 m       | 31.45,8 |         | 30.18,8 |
| 3000 m steeple |         |         | 9.31,2  |
| veldloop       | 27.15,0 | 32.54,8 |         |
| 3000 m team    |         | Goud    |         |
| veldloop team  | Goud    | Goud    |         |

## Internationale kampioenschappen
| Titel                            | jaar |
| -------------------------------- | ---- |
| AAA kampioen 2 Eng. mijl steeple | 1922 |
| AAA kampioen 4 Eng. mijl         | 1922 |

## Onderscheidingen
- Orde van de Witte Roos (Finland) - 1925
- Finse Atletiek Badge - 1934
- Fins Kruis van Verdienste voor Atleten - 1947
- Helsinki-medaille - 1973
- IAAF Hall of Fame - 2012

1896: Teddy Flack ·
1900: Charles Bennett ·
1904: Jim Lightbody ·
1908: Mel Sheppard ·
1912: Arnold Jackson ·
1920: Albert Hill ·
1924: Paavo Nurmi ·
1928: Harri Larva ·
1932: Luigi Beccali ·
1936: Jack Lovelock ·
1948: Henry Eriksson ·
1952: Josy Barthel ·
1956: Ron Delany ·
1960: Herb Elliott ·
1964: Peter Snell ·
1968: Kipchoge Keino ·
1972: Pekka Vasala ·
1976: John Walker ·
1980: Sebastian Coe ·
1984: Sebastian Coe ·
1988: Peter Rono ·
1992: Fermín Cacho ·
1996: Noureddine Morceli ·
2000: Noah Ngeny ·
2004: Hicham El Guerrouj ·
2008: Asbel Kiprop ·
2012: Taoufik Makhloufi ·
2016: Matthew Centrowitz ·
2020: Jakob Ingebrigtsen ·
2024: Cole Hocker
1912: Hannes Kolehmainen ·
1920: Joseph Guillemot ·
1924: Paavo Nurmi ·
1928: Ville Ritola ·
1932: Lauri Lehtinen ·
1936: Gunnar Höckert ·
1948: Gaston Reiff ·
1952: Emil Zátopek ·
1956: Vladimir Koets ·
1960: Murray Halberg ·
1964: Bob Schul ·
1968: Mohammed Gammoudi ·
1972: Lasse Virén ·
1976: Lasse Virén ·
1980: Miruts Yifter ·
1984: Saïd Aouita ·
1988: John Ngugi ·
1992: Dieter Baumann ·
1996: Vénuste Niyongabo ·
2000: Millon Wolde ·
2004: Hicham El Guerrouj ·
2008: Kenenisa Bekele ·
2012: Mo Farah ·
2016: Mo Farah ·
2020: Joshua Cheptegei ·
2024: Jakob Ingebrigtsen
1912: Hannes Kolehmainen ·
1920: Paavo Nurmi ·
1924: Ville Ritola ·
1928: Paavo Nurmi ·
1932: Janusz Kusociński ·
1936: Ilmari Salminen ·
1948: Emil Zátopek ·
1952: Emil Zátopek ·
1956: Vladimir Koets ·
1960: Pjotr Bolotnikov ·
1964: Billy Mills ·
1968: Naftali Temu ·
1972: Lasse Virén ·
1976: Lasse Virén ·
1980: Miruts Yifter ·
1984: Alberto Cova ·
1988: Brahim Boutayeb ·
1992: Khalid Skah ·
1996: Haile Gebrselassie ·
2000: Haile Gebrselassie ·
2004: Kenenisa Bekele ·
2008: Kenenisa Bekele ·
2012: Mo Farah ·
2016: Mo Farah ·
2020: Selemon Barega ·
2024: Joshua Cheptegei
1912: Hannes Kolehmainen ·
1920: Paavo Nurmi ·
1924: Paavo Nurmi
1912: Tell Berna, George Bonhag, Abel Kiviat, Louis Scott, Norman Taber ·
1920: Horace Brown, Michael Devaney, Ivan Dresser, Arlie Schardt, Lawrence Shields ·
1924: Elias Katz, Frej Liewendahl, Paavo Nurmi, Ville Ritola, Eino Seppälä, Sameli Tala
1912: Hjalmar Andersson, John Eke, Josef Ternström ·
1920: Teodor Koskenniemi, Heikki Liimatainen, Paavo Nurmi ·
1924: Heikki Liimatainen, Paavo Nurmi, Ville Ritola
- Bibliothèque nationale de France: cb16630979d (data)
- Gemeinsame Normdatei: 119512645
- World Athletics: 14561891
- International Standard Name Identifier: 0000 0000 3997 9739
- Library of Congress Control Number: n90648571
- Nederlandse Thesaurus van Auteursnamen: 235237531
- Système universitaire de documentation: 145200205
- Virtual International Authority File: 10657664
- WorldCat: E39PBJyxhYtcQ7xPw7vYr6KPQq